# 오사카 긴테쓰 버펄로스
오사카 긴테쓰 버펄로스(일본어: 大阪近鉄バファローズ 오사카긴테쓰바파로즈[*], Osaka Kintetsu Buffaloes)는 1949년부터 2004년까지 존재한 일본 프로 야구의 퍼시픽 리그 소속 구단이다. 1949년 긴테쓰 펄스(近鉄パールス)라는 이름으로 창단, 1952년부터 2004년에 해체될 때까지 오사카부에 연고지를 두었다. 리그 우승을 4차례(1979년, 1980년, 1989년, 2001년) 달성했지만 일본 시리즈 우승에 모두 실패하는 등 일본 시리즈 우승 경력은 없었다.
2004년 시즌 종료 후 모기업의 경영난으로 구단 운영 자체가 더 이상 어려워지자 당시 오릭스 블루웨이브와의 팀을 통합하겠다고 공식적으로 선언하여 팬들의 거센 반발과 우여곡절 끝에 팀을 합병, 오릭스 블루웨이브가 팀명을 오릭스 버펄로스(オリックス・バファローズ)로 개명함과 동시에 오사카 긴테쓰는 해체되었다.

## 개요
오사카부를 보호 지역으로, 오사카시 니시구에 있는 오사카 돔을 홈구장으로 사용하고 있었다. 또한 2군(웨스턴 리그 소속이었음)은 1군의 전 구장인 후지이데라 구장을 홈구장으로 사용했다.
구단 애칭의 정식 표기는 '버펄로스'(バファローズ)이며, '버팔로'(バッファローズ)가 아니다(자세한 경위는 후술).
1999년 3월 말까지 사용했던 긴테쓰 버펄로스(近鉄バファローズ)에서 지역 밀착을 추구하기 위하여 1999년 4월 1일 부로 상기의 구단명으로 변경했다. 구단명이 개칭된 후에도 통칭은 이전과 같은 것을 사용하고 있었다. 또한 운영 법인의 상호는 주식회사 오사카 버팔로스(株式会社大阪バファローズ)로 긴테쓰 일본 철도 주식회사의 100% 출자 대상 자회사(액면가 5백 엔)이었다.
2004년 구단과 긴테쓰 그룹의 경영난으로 인해 오릭스 블루웨이브의 운영 회사인 '오릭스 야구 클럽'에 영업을 양도하면서 긴테쓰 버펄로스는 2005년 3월 말 해산하게 되었다. 직원의 대부분은 오릭스 야구 클럽으로, 일부가 라쿠텐 야구단으로 옮겨갔으며 선수들은 분배 드래프트에 의해 오릭스 버펄로스(블루웨이브에서 개칭)와 도호쿠 라쿠텐 골든이글스에 배분되었다.
또한 오릭스 구단 역사에서는 오사카 긴테쓰 버펄로스를 방계 취급하고 있기 때문에 팀 타이틀과 개인 수상 등의 각종 기록에 대해서는 일절 포함하고 있지 않다.
합병까지의 경위에 대한 자세한 내용은 2004년 일본 프로 야구 재편 문제를 참조.
1944년 6월에서 1947년 5월까지 난카이 전기 철도와 간사이 급행 철도의 전시 통합에 의해 설립된 긴키 닛폰 철도가 운영하고 있던 긴키 니혼군(이후 긴키 그레이트 링)의 구단 계보는 현재의 후쿠오카 소프트뱅크 호크스로 이어지고 있다.
구단이 소멸된 2004년 시즌 시점을 기준으로 현존하고 있던 12구단 중에서는 4번 출전한 일본 시리즈에서 우승을 달성하지 못한 유일한 구단이었다.

## 구단의 역사

### 긴테쓰 펄스 시대
설립 당시부터 부진이 지속되어 만년 B클래스 최하위에 머물렀던 긴테쓰는 '지하철 구단'이라는 야유를 받았다.
1949년, 긴키 닛폰 철도를 후원사로 삼는 긴테쓰 펄스(近鉄パールス)(설립 당시에는 긴테쓰 본사, 이후에 그룹 회사인 긴테쓰 야구 주식회사(초대, 이후의 긴테쓰 흥업 주식회사)가 경영을 담당한. 이관했던 시기는 불명)가 사에키 이사무의 권위있는 한마디로 결성되었다. 긴테쓰에게는 난카이 전기 철도 합병 당시인 1944년과 1947년의 긴키 니혼군(이후 긴키 그레이트 링을 거쳐 현재의 후쿠오카 소프트뱅크 호크스)부터의 구단 운영이었다. 긴테쓰는 오사카 전기 철도 시절부터 럭비부(현재의 긴테쓰 라이너스)를 소유하고 있었지만, 이후의 사에키의 후술에 의하면 "럭비는 득이 되지 않는다"라고 생각해 당시 융성했던 야구 경영에 뛰어들었다고 한다. 11월 26일에 발족한 태평양 야구 연맹(퍼시픽 리그)에 가맹했다. 양대 리그 구상을 처음 밝혔던 쇼리키 마쓰타로는 오사카 지역의 4팀이 같은 리그에 소속하는 것은 바람직하지 못하다고 생각하여 한쪽 리그에는 긴테쓰와 한신을, 다른 한쪽 리그에는 한큐와 난카이를 소속시키는 구상을 했다고 한다. 그러나 마이니치 신문 쪽에서 전철계 구단들이 결속한 후 한신이 이탈하는 과정을 거치며 쇼리키의 아이디어는 실현되지 못했다(경과 내용은 1949년 일본 프로 야구 재편 문제를 참조). 가입 신청은 빨랐으나 팀 편성이 늦었기 때문에 다른 구단과 미계약인 도쿄 6대학 야구 연맹 출신을 중심으로 편성했다. 하지만 프로 야구 경험자는 구로오 시게아키(도큐 플라이어스), 모리시타 시게요시와 다가와 유타카(이상 다이요 웨일스) 등을 손에 꼽을 정도로 선수층이 얇아 설립부터 4년 연속 최하위에 머물렀다.

### 2005년 이후
2005년 1월 15일에 미도스지 그랜드 빌딩 7층에 두고 있었던 주식회사 오사카 버팔로스 사무소를 폐쇄했다. 1월 17일에는 같은 빌딩 15층으로 사무실을 이전하고 나카무라의 포스팅 신청 등 잔업 처리를 계속했다. 3월 31일에는 공식적으로 주식회사 오사카 버팔로스가 해산되었다. 아울러 긴테쓰는 구단 합병 후 2007년까지 오릭스 구단의 지분을 20% 보유하여 유니폼 왼쪽 소매 부분에 긴테쓰의 로고를 넣고 있었지만 2007년 시즌 종료와 함께 완전 철수했다.

## 구단 애칭
- 창설 당시의 애칭인 펄스(パールス)는 긴테쓰 연선의 이세시마의 특산품인 진주에서 유래한 것이다.
- 펄스를 대체할 새로운 애칭을 공모한 결과 가장 많았던 것이 '맹우'라고 불리었던 감독 치바 시게루에서 따온 '버팔로'였다. 그러나 당시 구단의 간부가 "'버팔로'는 표현이 오래되었다"라고 말하며 두 문자를 줄여 '버펄로'가 되었다. 지바의 사임 이후 "이제는 감독만 맹우가 되는 것이 아니라 팀 전체가 맹우가 되어야 한다"는 취지에서 '버펄로스'가 되었다.

## 구단 정보(해체 당시)
- 구단명 : 오사카 긴테쓰 버펄로스(大阪近鉄バファローズ, Osaka Kintetsu Buffaloes)
- 본거지 : 오사카부
- 홈구장 : 오사카 돔(大阪ドーム, Osaka Dome)
- 구단주 : 다시로 와(田代和)
- 운영모체 : 긴키 닛폰 철도(近畿日本鉄道)
- 감독 : 나시다 마사타카(梨田昌孝)
- 창단 : 1949년
- 팀명칭 : 
긴테쓰 펄스(近鉄パールス, Kintetsu Pearls, 1949년 ~ 1958년)
 →긴테쓰 버팔로(近鉄バファロー, Kintetsu Buffalo, 1959년 ~ 1961년) 
 →긴테쓰 버펄로스(近鉄バファローズ, Kintetsu Buffaloes, 1962년 ~ 1998년)
→오사카 긴테쓰 버펄로스(1999년 ~ 2004년)
- 퍼시픽 리그 우승 : 4회
(1979년, 1980년, 1989년, 2001년)
- 일본 시리즈 우승 : 없음

## 주요 기록
- 첫 경기 : 1950년 3월 12일, 후지이데라 구장(대 마이니치 오리온스, 2-6)
- 첫 승리 : 1950년 3월 13일, 후지이데라 구장(대 난카이 호크스, 4-3)
- 리그 우승 : 4회(1979년, 1980년, 1989년, 2001년)
- 일본 시리즈 우승 : 없음
- A클래스 : 22회(1954년, 1969년 ~ 1972년, 1975년, 1978년 ~ 1980년, 1982년, 1985년 ~ 1986년, 1988년 ~ 1992년, 1994년, 1997년, 2001년 ~ 2003년)
- B클래스 : 33회(1950년 ~ 1953년, 1955년 ~ 1968년, 1973년 ~ 1974년, 1976년 ~ 1977년, 1981년, 1983년 ~ 1984년, 1987년, 1993년, 1995년 ~ 1996년, 1998년 ~ 2000년, 2004년)
- 연속 A클래스 진입 최장 기록 : 5년(1988년 ~ 1992년)
- 연속 B클래스 최장 기록 : 14년(1955년 ~ 1968년)
- 시즌 최다 승리 : 78승(2001년)
- 시즌 최소 패전 : 45패(1979년)
- 시즌 최고 승률 : .622(1979년)
- 시즌 최소 승리 : 29승(1958년)
- 시즌 최다 패전 : 103패(1961년)
- 시즌 최저 승률 : .238[1]
- 시즌 최고 타율 : .290(1980년)
- 시즌 최다 득점 : 791득점(1980년)
- 시즌 최다 안타 : 1332안타(2001년)
- 시즌 최다 2루타 : 249개(2002년)
- 시즌 최다 3루타 : 40개(1953년, 1954년)
- 시즌 최다 홈런 : 239홈런[2]
- 시즌 최다 볼넷 : 581개(2001년, 일본 기록)
- 시즌 최다 사사구 : 644개(2001년, 일본 기록)
- 시즌 최다 도루 : 223도루(1954년)
- 시즌 최다 희생플라이 : 52개(1978년, 일본 기록)
- 시즌 최고 평균자책점 : 2.66(1954년)
- 시즌 최저 평균자책점 : 5.10(1985년)
- 시즌 홈런수 200개 이상 : 3회(1980년, 1985년, 2001년) ※일본 기록.
- 최다 연승 : 13연승(1994년 7월 26일 ~ 8월 10일)
- 최다 연패 : 13연패(1952년 5월 25일 ~ 6월 15일)

## 역대 감독과 연도별 성적

1950년부터 2004년까지의 팀 순위

| 연도                   | 감독                                        | 순위 | 경기 | 승 | 패  | 무 | 승률 | 게임차 | 타율 | 평균자책점 | 홈런 |
| ---------------------- | ------------------------------------------- | ---- | ---- | -- | --- | -- | ---- | ------ | ---- | ---------- | ---- |
| 긴테쓰 펄스            |                                             |      |      |    |     |    |      |        |      |            |      |
| 1950년                 | 후지타 쇼조                                 | 7/7  | 120  | 44 | 72  | 4  | .379 | 37.5   | .242 | 3.85       | 86   |
| 1951년                 | 후지타 쇼조                                 | 7/7  | 98   | 37 | 56  | 5  | .398 | 33.5   | .223 | 3.13       | 37   |
| 1952년                 | 후지타 쇼조· 아쿠타 다케오(감독 대행)       | 7/7  | 108  | 30 | 78  | 0  | .278 | 40.0   | .243 | 4.06       | 37   |
| 1953년                 | 아쿠타 다케오                               | 7/7  | 120  | 48 | 69  | 3  | .410 | 22.0   | .246 | 2.93       | 31   |
| 1954년                 | 아쿠타 다케오                               | 4/8  | 140  | 74 | 63  | 3  | .540 | 16.0   | .247 | 2.66       | 23   |
| 1955년                 | 아쿠타 다케오                               | 5/8  | 142  | 60 | 80  | 2  | .429 | 39.0   | .252 | 3.45       | 35   |
| 1956년                 | 아쿠타 다케오                               | 5/8  | 154  | 68 | 82  | 4  | .455 | 29.5   | .226 | 3.17       | 48   |
| 1957년                 | 아쿠타 다케오· 가토 하루오(감독 대행)       | 6/7  | 132  | 44 | 82  | 6  | .356 | 38.5   | .225 | 3.22       | 35   |
| 1958년                 | 가토 히사유키                               | 6/6  | 130  | 29 | 97  | 4  | .238 | 49.5   | .215 | 4.04       | 41   |
| 긴테쓰 버팔로          |                                             |      |      |    |     |    |      |        |      |            |      |
| 1959년                 | 치바 시게루· 하야시 기이치(감독 대행)       | 6/6  | 133  | 39 | 91  | 3  | .300 | 49.0   | .229 | 3.68       | 48   |
| 1960년                 | 치바 시게루                                 | 6/6  | 131  | 43 | 87  | 1  | .331 | 39.0   | .236 | 3.61       | 69   |
| 1961년                 | 치바 시게루                                 | 6/6  | 140  | 36 | 103 | 1  | .261 | 51.5   | .229 | 3.96       | 68   |
| 긴테쓰 버펄로스        |                                             |      |      |    |     |    |      |        |      |            |      |
| 1962년                 | 벳토 가오루                                 | 6/6  | 131  | 57 | 73  | 1  | .438 | 21.0   | .252 | 3.40       | 70   |
| 1963년                 | 벳토 가오루                                 | 4/6  | 150  | 74 | 73  | 3  | .503 | 12.5   | .256 | 3.44       | 98   |
| 1964년                 | 벳토 가오루                                 | 6/6  | 150  | 55 | 91  | 4  | .377 | 28.5   | .254 | 3.63       | 112  |
| 1965년                 | 이와모토 요시유키                           | 6/6  | 140  | 46 | 92  | 2  | .333 | 42.5   | .235 | 3.61       | 91   |
| 1966년                 | 이와모토 요시유키                           | 6/6  | 133  | 48 | 82  | 3  | .369 | 31.0   | .228 | 3.60       | 100  |
| 1967년                 | 고다마 아키토시                             | 6/6  | 132  | 59 | 71  | 2  | .454 | 16.0   | .251 | 3.83       | 104  |
| 1968년                 | 미하라 오사무                               | 4/6  | 135  | 57 | 73  | 5  | .438 | 23.0   | .234 | 3.28       | 84   |
| 1969년                 | 미하라 오사무                               | 2/6  | 130  | 73 | 51  | 6  | .589 | 2.0    | .243 | 2.78       | 118  |
| 1970년                 | 미하라 오사무                               | 3/6  | 130  | 65 | 59  | 6  | .524 | 13.5   | .233 | 2.98       | 108  |
| 1971년                 | 이와모토 다카시                             | 3/6  | 130  | 65 | 60  | 5  | .520 | 18.0   | .241 | 3.21       | 151  |
| 1972년                 | 이와모토 다카시                             | 2/6  | 130  | 64 | 60  | 6  | .516 | 14.0   | .248 | 3.07       | 123  |
| 1973년                 | 이와모토 다카시· 시마다 고지(감독 대행)     | 6/6  | 130  | 42 | 83  | 5  | .336 | 6・6   | .237 | 3.83       | 113  |
| 1974년                 | 니시모토 유키오                             | 5/6  | 130  | 56 | 66  | 8  | .459 | 5・4   | .230 | 3.63       | 131  |
| 1975년                 | 니시모토 유키오                             | 2/6  | 130  | 71 | 50  | 9  | .587 | 3・1   | .246 | 3.09       | 115  |
| 1976년                 | 니시모토 유키오                             | 4/6  | 130  | 57 | 66  | 7  | .463 | 5・4   | .245 | 3.04       | 102  |
| 1977년                 | 니시모토 유키오                             | 4/6  | 130  | 59 | 61  | 10 | .492 | 3・6   | .245 | 3.31       | 92   |
| 1978년                 | 니시모토 유키오                             | 2/6  | 130  | 71 | 46  | 13 | .607 | 2・2   | .266 | 3.21       | 115  |
| 1979년                 | 니시모토 유키오                             | 1/6  | 130  | 74 | 45  | 11 | .622 | 1・2   | .285 | 3.70       | 195  |
| 1980년                 | 니시모토 유키오                             | 1/6  | 130  | 68 | 54  | 8  | .557 | 2・1   | .290 | 4.96       | 239  |
| 1981년                 | 니시모토 유키오                             | 6/6  | 130  | 54 | 72  | 4  | .429 | 6・4   | .253 | 4.10       | 149  |
| 1982년                 | 세키구치 세이지                             | 3/6  | 130  | 63 | 57  | 10 | .525 | 3・2   | .258 | 4.11       | 151  |
| 1983년                 | 세키구치 세이지                             | 4/6  | 130  | 52 | 65  | 13 | .444 | 29.5   | .262 | 4.49       | 134  |
| 1984년                 | 오카모토 이사미                             | 4/6  | 130  | 58 | 61  | 11 | .487 | 16.5   | .257 | 4.36       | 174  |
| 1985년                 | 오카모토 이사미                             | 3/6  | 130  | 63 | 60  | 7  | .512 | 15.5   | .272 | 5.10       | 212  |
| 1986년                 | 오카모토 이사미                             | 2/6  | 130  | 66 | 52  | 12 | .559 | 2.5    | .271 | 4.34       | 183  |
| 1987년                 | 오카모토 이사미                             | 6/6  | 130  | 52 | 69  | 9  | .430 | 21.5   | .270 | 4.22       | 135  |
| 1988년                 | 오기 아키라                                 | 2/6  | 130  | 74 | 52  | 4  | .587 | 0.0    | .253 | 3.23       | 154  |
| 1989년                 | 오기 아키라                                 | 1/6  | 130  | 71 | 54  | 5  | .568 | 0.0    | .261 | 3.86       | 157  |
| 1990년                 | 오기 아키라                                 | 3/6  | 130  | 67 | 60  | 3  | .528 | 14.5   | .275 | 4.34       | 181  |
| 1991년                 | 오기 아키라                                 | 2/6  | 130  | 77 | 48  | 5  | .616 | 4.5    | .265 | 3.46       | 157  |
| 1992년                 | 오기 아키라                                 | 2/6  | 130  | 74 | 50  | 6  | .597 | 4.5    | .247 | 3.69       | 155  |
| 1993년                 | 스즈키 게이시                               | 4/6  | 130  | 66 | 59  | 5  | .528 | 7.0    | .258 | 3.62       | 145  |
| 1994년                 | 스즈키 게이시                               | 2/6  | 130  | 68 | 59  | 3  | .535 | 7.5    | .274 | 4.24       | 169  |
| 1995년                 | 스즈키 게이시· 미즈타니 지쓰오(감독 대행)   | 6/6  | 130  | 49 | 78  | 3  | .386 | 32.0   | .234 | 3.97       | 105  |
| 1996년                 | 사사키 교스케                               | 4/6  | 130  | 62 | 67  | 1  | .481 | 14.5   | .255 | 4.01       | 146  |
| 1997년                 | 사사키 교스케                               | 3/6  | 135  | 68 | 63  | 4  | .519 | 7.5    | .274 | 3.79       | 112  |
| 1998년                 | 사사키 교스케                               | 5/6  | 135  | 66 | 67  | 2  | .496 | 5.0    | .267 | 4.28       | 126  |
| 오사카 긴테쓰 버펄로스 |                                             |      |      |    |     |    |      |        |      |            |      |
| 1999년                 | 사사키 교스케                               | 6/6  | 135  | 54 | 77  | 4  | .412 | 23.5   | .257 | 4.54       | 151  |
| 2000년                 | 나시다 마사타카                             | 6/6  | 135  | 58 | 75  | 2  | .436 | 15.0   | .262 | 4.66       | 125  |
| 2001년                 | 나시다 마사타카                             | 1/6  | 140  | 78 | 60  | 2  | .565 | 2.5    | .280 | 4.98       | 211  |
| 2002년                 | 나시다 마사타카· 마유미 아키노부(감독 대행) | 2/6  | 140  | 73 | 65  | 2  | .529 | 16.5   | .258 | 3.93       | 177  |
| 2003년                 | 나시다 마사타카                             | 3/6  | 140  | 74 | 64  | 2  | .536 | 8.5    | .274 | 4.30       | 187  |
| 2004년                 | 나시다 마사타카                             | 5/6  | 133  | 61 | 70  | 2  | .466 | 17.0   | .269 | 4.46       | 121  |

- 진한 회색으로 된 부분이 퍼시픽 리그 우승.
- 1973~1982년 시즌 전·후기 리그의 두 시즌 제도를 두어, 전·후기 순위의 순서로 표시
- 2002년 시즌 개막부터 8월 14일까지·8월 17일부터 폐막까지 나시다 감독이, 8월 16일만 마유미가 감독 대행

## 역대 연고지
- 오사카부(1952~2004)

## 역대 홈구장
- 후지이데라 구장(1950년)
- 오사카 구장(1950년 8월 이후 ~ 1957년)
- 닛폰 생명 구장(1958년 ~ 1983년)
- 후지이데라 구장(1984년 ~ 1996년)
- 오사카 돔(1997년 ~ 2004년)
- 덧붙여 다른 지역에서 개최되었으나 긴테쓰 연선에 대한 배려로 다음의 경기장들이 준 홈구장으로 공식전이 실시되었다.
  - 나고야 지역 나고야 구장[3]( ~ 1996년), 나고야 돔(1997년 ~ 1999년)에서 3 ~ 10경기. 시범 경기에서는 본래 홈구장으로 사용하고 있는 주니치와의 경기가 이루어졌다.
  - 교토 지역 니시쿄고쿠 구장[4](1965년 ~ 1973년(1968년 제외))에서 5 ~ 10경기. 이외에도 마찬가지로 준 홈구장으로 삼고 있던 한큐 대 긴테쓰 주최 경기가 이루어졌다.
  - 또한 1989년과 1990년 오사카 구장에서 10경기 전후의 주최 경기를 치뤘는데 1979~80년 포스트시즌 홈경기를 이 곳에서 개최했다.

## 역대 한국인 선수, 코칭스텝 (재일교포 포함)
- 김황세 (일본명 : 긴조 아키요) : 1967년 ~ 1968년
- 송일수 (일본명 : 이시야마 가즈히데) : 1970년 ~ 1983년, 1993년 ~ 2004년(코치)
- 박덕용 (일본명 : 기쿠무라 도쿠요) : 1981년 ~ 1983년
- 백인천 : 1981년
- 김의명 (일본명 : 가네무라 요시아키) : 1982년 ~ 1994년
- 김영화 (일본명 : 미쓰야마 히데카즈) : 1984년 ~ 1996년
- 황태호 (일본명 : 히야마 야스히로) : 1986년 ~ 1991년

## 같이 보기
- 2004년 일본 프로 야구 재편 문제
- 노모 히데오
- 이세 다카오